# Saburowo
Saburowo (russisch Сабурово, baschkirisch Һабыр) ist ein Dorf in Baschkortostan, Russland. Es liegt im Jengalyschewski selsowet.

## Geographie
Der Ort liegt im Tschischminski rajon, 45 Kilometer bzw. 52 Straßenkilometer vom Verwaltungssitz des Rajons, Tschischmy, entfernt. Der Fluss Urschak fließt am Ort vorbei. Die nächste größere Stadt ist das 36 km entfernte Ufa.

## Bevölkerung
Im Jahr 2010 lebten 43 Menschen im Dorf, die meisten davon Baschkiren.
| Jahr | Einwohner |
| ---- | --------- |
| 2002 | 55        |
| 2009 | 53        |
| 2010 | 43        |